# Гаррі Дроґ
Гаррі Дроґ (нід. Harry Droog, 17 грудня 1944) — нідерландський академічний веслувальник.
Срібний призер Олімпійських Ігор 1968 року в складі парної двійки.